# 큰위흡혈박쥐
큰위흡혈박쥐(Megaderma lyra)는 위흡혈박쥐과에 속하는 박쥐의 일종이다. 아시아 토착종이다. 인도위흡혈박쥐로도 불린다. 몸길이는 6.5~9.5cm이고 몸무게는 40~60g 정도이다. 평균 전완장은 6.5~7.2cm이다. 큰 귀를 갖고 있으며 꼬리는 없다. 몸은 전체적으로 청색-회색을 띠며, 하체는 갈색을 띤 회색이다. 약 10mm 길이의 곧은 비엽을 갖고 있다.

## 분포
남아시아와 동남아시아 전역에 널리 분포한다. 아프가니스탄과 방글라데시, 버마, 캄보디아, 중국, 인도, 라오스, 말레이시아, 네팔, 파키스탄, 스리랑카, 태국 그리고 베트남에서 발견된다.